# Feldbahn Neumarkt
| Feldbahn Neumarkt | Feldbahn Neumarkt   |
| ----------------- | ------------------- |
| Spurweite:        | 1000 mm (Meterspur) |
|                   |                     |

Die Feldbahn Neumarkt war eine bis April 2022 in Betrieb stehende Feldbahn auf einem Werksgelände in Neumarkt in der Oberpfalz (Bayern). Sie war in einer Spurweite von 1000 mm ausgeführt. Die Bahn befand sich auf dem ehemaligen Pfleiderer-Gelände, wo die aus Pfleiderer hervorgegangenen Unternehmen Fuchs Europoles (Masten-Hersteller) und Railone (Schwellenwerk) ihren Sitz haben oder hatten, die beide je einen Teil des früher sehr weitläufigen und ausgedehnten Feldbahnnetzes betrieben. Europoles hatte zuletzt noch einige Loks im Einsatz, mit der Verlegung des Werkes wurde der Betrieb eingestellt.

## Geschichte
Das 1894 gegründete Unternehmen Pfleiderer erwarb 1919 ein ausgedehntes Gelände in Neumarkt, auf dem eine Fabrik errichtet wurde. Zunächst wurde nur Holz (Spanplatten, Schwellen, Maste) verarbeitet, später kamen die Produktionsbereiche Beton und Kunststoff hinzu.

### Normalspuranschluss
Das Werk erhielt einen Normalspuranschluss von ehemals 16 km Länge, über den im Jahre 1978 13000 Güterwagen abgefertigt wurden.

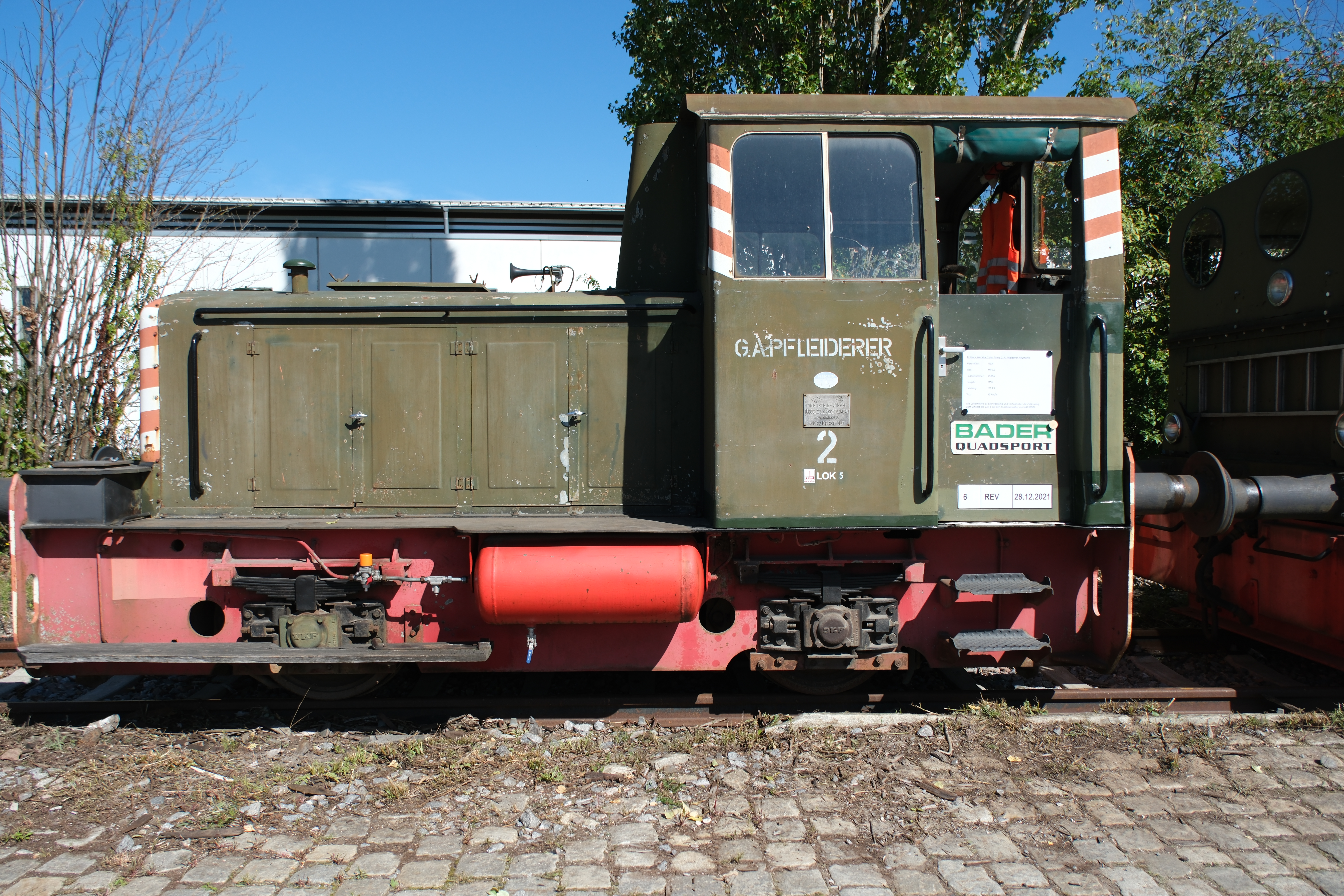
Ehemalige Pfleider Lokomotive 2: O&K 25854

Es standen zwei eigene Lokomotiven zur Verfügung (1: O&K 26703, Baujahr 1971, Typ: MB 9 N, 220 PS, 32 t; neu beschafft, und 2: O&K 25854, Baujahr 1958, Typ: MV 6 A, 20 t; neu beschafft). Sie wurden 1995 außer Betrieb genommen, die O&K MB 9 N wurde 2007 an Shunter in Holland verkauft, die kleine O&K MV 6 ging an ein privates Unternehmen. Diese Lokomotive stand aber noch längere Zeit im Lokschuppen und wurde 2013 zur Max Bögl Firmengruppe in Sengenthal überführt.
Der Anschluss besteht und wird bei Bedarf von DB Cargo mit der im Bf Neumarkt (Oberpf) stationierten Rangierlokomotive der Baureihe 294.5 bedient. Zuvor waren bis 2022 eigene Rangierlokomotiven, darunter die V 60 608 (90 80 3360 608-4 D-BOEG) eingesetzt.

### Schmalspurwerksbahnen
Es waren auf dem 1000-mm-Werksbahnnetz teilweise sechs Lokomotiven im Einsatz. Auf dem Betriebsgelände gab es weiterhin eine Einschienenbahn. Das Streckennetz war zuletzt lückenhaft, es waren vier Lokomotiven im Einsatz.

## Fahrzeuge
Folgende Feldbahnfahrzeuge mit 1000-mm-Spur waren in der Feldbahn Neumarkt im Einsatz:
- Deutz FNr. 9264/1929, Typ PME 117 F, B-dm, 6. September 1929 geliefert an Martin Kallmann, Mannheim, für G.A. Pfleiderer GmbH, Beton- und Holzindustrie, Neumarkt/Opf. (vor 1986 verkauft/verschrottet)
- Deutz FNr. 18179/1937, Typ OME 117 F, B-dm, 17. Februar 1937 geliefert an G. A. Pfleiderer, Säge- & Imprägnierwerk, Neumarkt/Opf. (vor 1986 verkauft/verschrottet)
- Deutz FNr. 36267/1942, Typ OMZ 117 F, B-dm, 29. Juli 1942 geliefert an G. A. Pfleiderer, Säge- & Imprägnierwerk, Neumarkt/Oberpfalz / 19xx Lorenz Husemann, Nürnberg (1956 neues Zwischengetriebe, vor 1986 verkauft/verschrottet)
- Diema FNr. 3217/1971, Typ DFL60/1.1, B-dh, 5. November 1971 geliefert an G. A. Pfleiderer, Neumarkt/Opf. „HZ 92“ (Februar 2002 vorhanden)
- Jung FNr. 14105/1970, Typ Ez 10, B-Akku, 30. Januar 1970 geliefert an G. A. Pfleiderer, Neumarkt/Opf. „MW 42“ (August 1986 vorhanden, vor Februar 2002 verkauft/verschrottet)
- O&K FNr. 25956/1960, Typ MV0a, B-dm, zunächst 750 mm, 9. Januar 1960 geliefert an G. A. Pfleiderer, Holz- und Betonindustrie, Neumarkt „MW 43“ (dort 1000 mm, 1986 vorhanden) / 1996 an ISM - Industrieel Smalspoor Museum, Emmen-Erica (NL) „15“ (dort 900 mm)
- Ruhrthaler FNr. 2808/1949, Typ D 15, B-dm, 750 mm, 28. Februar 1950 geliefert an W. Maring, Urmitz / 19xx Pfleiderer, Neumarkt/Opf. „MW 41“ (dort 1000 mm, 1979 im Einsatz, bis 2002 verschrottet oder verkauft)

Nach der Einstellung der Werkbahn im Jahre 2022 wurden die vier zu diesem Zeitpunkt noch vorhandenen Lokomotiven abgegeben:
- MW 21 – Gmeinder FNr. 4595/1950, Typ 18/20 PS, B-dm, ehemals Gottfried W. Friedrichs, Feldbahnen, München, für Pfleiderer AG, Neumarkt/Bayern „HZ 94“ – an Museumsverein Amberger Kaolinbahn in Amberg[5]
- MW 24 – Diema FNr. 3802/1976, Typ DFL30/1.4, B-dm, 23. März 1976 geliefert an G. A. Pfleiderer, Neumarkt/Opf. – an privaten Sammler[5]
- MW 25 – Diema FNr. 2692/1964, Typ DS30/4, B-dm, 25. März 1964 geliefert an G. A. Pfleiderer, Neumarkt/Opf. „HZ 91“ (1986 vorhanden) / 25. Juli 1994 Pfleiderer GmbH & Co., Lübeck-Schlutup / Dezember 1995 DB AG, Imprägnierwerk Schwandorf/Opf., an G. A. Pfleiderer, Neumarkt/Opf. – Aufstellung als Denkmal am neuen Standort Europoles in Neumarkt geplant[5]
- MW 26 – Diema FNr. 3217/1971, Typ DFL60/1.1, B-dh, 5. November 1971 geliefert an G. A. Pfleiderer, Neumarkt/Opf. – an privaten Sammler[5]